# IC 1892
IC 1892 est une galaxie spirale barrée située dans la constellation de l'Éridan à environ 131 millions d'années-lumière de la Voie lactée. Elle a été découverte par l'astronome américain Herbert Alonzo Howe en 1900. Avec les galaxies NGC 1228, NGC 1229 et NGC 1230, la galaxie IC 1892 forme une chaine de galaxies qui figure dans l'atlas de Halton Arp sous la cote Arp 332. IC 1892 est cependant beaucoup plus près de nous que les trois autres galaxies d'Arp 332. Son appartenance à cette chaine est donc purement visuelle. 
Des mesures non basées sur le décalage vers le rouge (redshift) donnent une distance de 31,700 ± 1,268 Mpc (∼103 millions d'al), ce qui est à l'extérieur des distances calculées en employant la valeur du décalage.